# Conicochyta olivacea
Conicochyta olivacea är en fjärilsart som beskrevs av Alfred Ernest Wileman 1914. Conicochyta olivacea ingår i släktet Conicochyta och familjen nattflyn. Inga underarter finns listade i Catalogue of Life.

## Bildgalleri

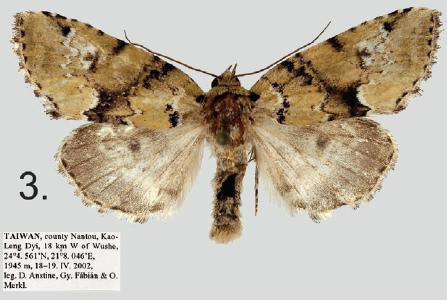